# Sonja Škorić
Sonja Škorić, född 26 februari 1996 i Pančevo, är en serbisk sångare.
Den 26 september 2010 vann Škorić den serbiska uttagningen till Junior Eurovision Song Contest 2010 med låten "Čarobna noć", och hon kom därmed att representera Serbien i tävlingen, den 20 november 2010. I Minsk fick hon 113 poäng, vilket räckte till en tredje plats, endast sju poäng bakom segrande Vladimir Arzumanjan från Armenien.
Škorić har sjungit sedan fem års ålder, och 2002 vann hon festivalen "Raspevano prolede". Året därpå vann hon i samma tävling ett pris för bästa framträdande, efter det vann hon samma tävling igen både 2004 och 2005. I april 2010 var hon Serbiens enda representant i musiktävlingen "San Remo junior". Där framförde hon låtarna "Jutro" och "Uspavanka za medu". 
 2008 släppte hon sin första musikvideo, vilken var priset för hennes framträdande i en musiktävling 2007. Samma år deltog hon som gäst i barntävlingen "Vitebsk 2008". Tävlingen vanns dock av Armeniens Luara Hajrapetian, som representerade Armenien i Junior Eurovision Song Contest 2009. Även tvåan i tävlingen är inblandad i Junior Eurovision-sammanhang, Ştefănel Roşcovan, som även han kommer att delta i Junior Eurovision Song Contest 2010, då han representerar Moldavien med låten "AlliBaba".